# Sonja Lumme
Sonja Lumme (Kristinestad, 6 ottobre 1961) è una cantante finlandese.
Nel 1985 ha rappresentato la Finlandia all'Eurovision con la canzone Eläköön elämä.

## Discografia
- Anna olla vapaa (1982)
- Päivä ja yö (1984)
- Easy Life (1985)
- Parhaat (1989)
- Sonja (1990)
- Sonja ja Timo (1998)
- Parhaat (2000)
- Kissanainen (2003)
- Meri ja tuuli (2007)